# 히로시마 TV 방송
히로시마 TV 방송은 1962년 9월 1일 히로시마현의 2번째 일본 민영방송국으로 개국했으며, 약칭은 HTV, 콜사인은 JONX-DTV이다.

## 연혁
- 1962년 9월 1일 - 니혼 TV·후지 TV계열 크로스 네트워크 방송국으로 개국.
- 1964년 - 후지 7도시 간선 네트워크(FNS의 전신)가 완성되면서 HTV도 간선 네트워크의 일원이 된다.
- 1966년 3월 20일 - 컬러 텔레비전 방송 개시
- 1966년 4월 - NNN 발족과 동시에 가맹.
- 1966년 10월 - FNN(Fuji News Network), FNS 발족과 동시에 가맹.
- 1970년 5월 13일 - 세토우치 해상 납치 사건 보도로 난카이 방송과 함께 다른 네트워크 계열국을 리드했다(NNN을 위한 보도).
- 1972년 - NNS(니혼TV 네트워크 협의회) 발족·가맹.
- 1975년 10월 1일 - 후지 텔레비전 계열국인 TV 신히로시마(TSS)가 개국함에 따라 FNN·FNS를 탈퇴하면서 니혼 TV 완전가맹국이 된다.
- 1979년 12월 1일 - 음성다중방송 개시(히로시마현내의 민간 텔레비전 방송국에서는 처음)
- 1987년 9월 1일 - 개국 25주년을 맞이한다.
- 1997년 4월 3일 - 문자다중방송 개시
- 1998년 2월 2일 - 전용 우편 번호(730-8575) 사용 개시
- 1999년 5월 10일 - 「NNN24」(현 「닛테레뉴스24」)의 동시 방송을 개시하면서 24시간 방송 시작(히로시마현내의 민간 TV 방송국에서는 주고쿠 방송에 이어 2번째로 실시)
- 2006년 6월 23일 - 이 날부터 지상 디지털 방송의 시험 방송 실시(히로시마 현내 텔레비전 방송국 모두 실시).
- 2011년 7월 25일 - 지상파 아날로그 텔레비전 방송 종료.

## 네트워크의 변천
- 1962년 9월 1일 - 요미우리 신문·산케이신문의 공동출자에 의해 설립되었기 때문에 니혼 TV·후지 TV의 크로스넷 방송국으로서 개국했다(다만, 일부 프로그램은 주고쿠 방송에서 이행되지 않았다). 그리고 일부 NET-TV의 프로그램도 방송하고 있었다.
- 1966년 4월 1일 - 뉴스 네트워크 NNN에 가맹.
- 1966년 10월 1일 - 뉴스 네트워크 FNN에 가맹.
- 1969년 10월 1일 - FNS에 가맹.
- 1970년 12월 1일 - 히로시마 홈TV 개국에 따라 NET-TV 계열 방송국에서 제작한 프로그램이 중단되는 동시에 주고쿠 방송에서 이행되지 않고 남아 있던 니혼 TV·후지 TV 프로그램이 이행되지만 일부 프로그램들은 히로시마 홈 TV에서 방송하기 시작했다.
- 1972년 - 이 해 발족한 NNS에 가맹.
- 1975년 10월 1일 - 산케이 신문 자본이 TV 신히로시마를 이날 개국시키면서 공동 출자를 해소하였고, 그 결과 후지 TV의 프로그램이 중단되면서 FNN·FNS를 탈퇴한다. 그리고 히로시마 홈 TV에서 일부 니혼 TV 계열 제작 프로그램이 이행되면서 니혼 TV 완전가맹국이 되었다.

## 크로스 네트워크 방송국 시대의 편성방침
- 1962년 개국 당시부터 1975년 10월 TSS가 개국할 때까지는 자본 관계 등 여러 가지 이유로 니혼 TV계열과 후지 TV의 완전한 크로스 네트워크 방송국이었으며 뉴스 및 프로그램 공급계 네트워크도 NNN·NNS와 FNN·FNS에 모두 가맹했다.
- 프로 야구 중계는 1970년까지 주로 후지 TV 계열 방송을 이용해 방송했다. 이는 당시 히로시마 시민 구장에서 열린 경기의 중계권을 RCC와 나눠갖고 있어서 RCC가 수요일과 일요일, HTV가 화요일, 목요일, 토요일 방송을 담당하고 있었는데 HTV에선 화요일과 목요일 골든 타임에 후지 텔레비전 계열 프로그램을 방송하고 있었기 때문이었다.
- 1970년 12월 히로시마 홈TV(UHT⇒HOME)가 TV 아사히(당시 NET)계 단독 가맹 방송국으로서 개국했지만 HTV의 편성에서 제외된 니혼 TV·후지 TV 계열 프로그램을 편성한 관계로 UHT의 화요일과 목요일 황금 시간대가 니혼 TV 동시 연결 시간대가 되자 1971년부터 히로시마 TV 방송이 목요일과 금요일의 야구 중계를 담당하게 되어 목요일은 니혼 TV 전용, 금요일은 NET전용 프로그램을 제작하게 되었지만, 목요일의 전국 중계에 대해서 UHT가 NNN·NNS에 정식으로 가맹하고 있지 않은 것과 NNN·NNS에 가맹하고 있는 HTV의 배려로, 간사이 준키국인 요미우리 TV 방송이 프로그램의 제작과 전달·UHT가 기술 협력을 실시하는 형식으로 요미우리 TV 방송이 아나운서와 해설자를 파견하고 있었다. 이로 인해, 니혼 TV계 야구 중계 제작은 2국에서 분담하는 형태가 되었다.
- 크로스넷 방송국 체제였을 때 후지 TV의 연속 방송 프로그램은 니혼 TV의 프로그램을 오후 7시 30분에 방송할 경우 타지역보다 먼저 오후 7시에서 7시 30분까지 방송한 일이 있었다.
- 히로시마 TV 제작 드라마를 평일 오후나 일요일 골든 타임에 전국으로 방송했을 때는, 그 시간대가 후지 TV 프로그램 방송시간이었기 때문에 평일 오전이나 일요일 오후 지역 방송 시간대에 타 지역보다 먼저 방송하고 있던 적도 있었다.
- 뉴스의 경우 아침, 낮, 밤에는 NNN, 저녁은 FNN 뉴스를 방송했다.

## 특징
- 히로시마 홈TV 개국(1970년 12월 1일) 전까지는 NET-TV(현 :TV 아사히) 계열 프로그램도 방송하고 있었다.
- HTV보다 히로테레(일본어: 広テレ)라는 약칭으로 잘 불린다.
- 버라이어티 프로그램을 만들지 않는다.

## 히로시마현에 있는 다른 텔레비전·라디오 방송국
- NHK 히로시마 방송국
- 주고쿠 방송(RCC)(TV는 도쿄 방송 계열국, 라디오는 JRN&NRN계열국)
- TV 신히로시마(tss)(후지 TV 계열)
- 히로시마 홈TV(HOME)(TV 아사히 계열)
- 히로시마 FM방송(JFN 계열)